# Digue de la Duchesse-Anne
Pour les articles homonymes, voir Duchesse Anne.
La digue de la Duchesse-Anne, aussi appelée  chaussée de la duchesse Anne ou digue de Bretagne, est une digue construite sur des anciens cordon littoraux qui séparaient la baie du mont Saint-Michel des marais de Dol dans le nord-est de la Bretagne. Elle s'étend environ sur une trentaine de kilomètres de la pointe de Château-Richeux  (sud de Cancale) à l'ouest, jusqu'au petit massif de Saint-Broladre à l'est. De là, elle est prolongée par la digue de l'Ouest jusqu'à l'embouchure du Couesnon (cette dernière digue étant quelquefois incluse sous le nom de digue de la duchesse Anne). La date du début de sa construction est imprécise, probablement au XIe ou XIIe siècle à l'initiative des ducs de Bretagne.  Il existait alors de petits cordons littoraux formés par des nombreux bancs coquilliers parallèles à la côte entre Saint-Méloir et le rocher de Saint-Broladre
(où fut construite ensuite la chapelle Sainte-Anne).
Son prolongement et son renforcement se poursuivirent sur les siècles suivants transformant progressivement les marais au sud en polders. La digue de l'Ouest qui la prolonge est elle élevée au milieu du XIXe siècle. 
La digue de la duchesse Anne se trouve sur les communes de Saint-Méloir-des-Ondes, Le Vivier-sur-Mer, Cherrueix et Saint-Broladre. Avant la Révolution française, les marais protégés par cette digue se répartissaient entre les seigneuries de Combourg, Dol et Châteauneuf et le parlement de Bretagne administrait les travaux d'intérêts généraux. Après la Révolution, la loi du 4 pluviose de l'an VI (février 1796) permit l'organisation d'un comité de propriétaires. Il réalisa avec l'aide de l'État d'importants travaux d'assèchement, transformant plusieurs centaines d'hectares en terre fertile. Après la construction au milieu des années 1850 de la digue de l'ouest et de la canalisation de l'embouchure du Couesnon, les terres situées au sud furent progressivement poldérisées, les dernières l'étant dans les années 1930. 
La concession accordée au XIXe siècle prévoyait de rattacher le mont à la terre ferme par des digues, projet qui ne fut jamais mené.